# ブリス・パラン
ブリス・パラン（Brice Parain、クールセル=スー=ジュアール1897年3月10日 - ヴェルドゥロ1971年3月20日）はフランスの哲学者、小説家、時評家。

## 思想
ブリス・パランは言語の諸問題を論じた哲学者として知られる。言葉の起源や発展をめぐる謎について絶えず思索し、『プラトンのロゴスについて』（1942）、『言語の本性と機能についての探求』（1942）、『弁証法について』（1953）などの哲学著作を発表したほか、時事評論、小説、戯曲、自伝的エッセイを残した。
　 第一次大戦時に前線で過ごした経験が彼の思想に深い影響を与えた。ジャン・ポーランらが論じた「帰還許可兵の沈黙」（戦後、多くの帰還兵が前線での体験を語らず近親者にも口をつぐんだ現象）に向き合い、言語一般の形而上学的な問題に敷衍して思索を深めた。
　大戦後は高等師範学校に復帰し、後に哲学の国家教授試験を合格。また東洋言語学校で学位を取得。
　サルトル、カミュ、ブランショ、クロソウスキーらがそれぞれ評論を残すなど、40, 50年代にはその思想が注目された思想家であるが、その影響力はとりわけガリマール社の編集者としての実績に現れている。社会科学、自然科学、文学を越えて様々な叢書の立ち上げに関わり、サルトル『嘔吐』をはじめ多数の作家たちの著作を査読したことで知られる。ドイツ思想・文学を担当しただけでなく、数多くのロシア文学を紹介した。
　当時のパリ文壇で重要な役割を果たしたロシア系知識人（シェストフ、ベルジャーエフ、スヴァーリン、パステルナーク等）と20年代から交流があり、ガリマール社での出版に尽力したほか、カトリック系の批評誌にも様々なかたちで参加している。
　ゴダール『女と男のいる舗道』とロメール『パスカルについての対話』では本人役で出演してもいる。
　ガリマールの『哲学の歴史』第一部の編集代表になるなど晩年も勢力的に活動したが、ソシュール言語学や構造主義が普及するにつれてその影響力を失っていった。
　パランは時評家としての論考も数多く残している。当時のヨーロッパ社会と政治、特に第一次大戦後の社会の精神的荒廃に関心を向けており、政治的虚言をめぐって全体主義を、また自身が共産党員であった経験から共産主義（ボリシェヴィスム）を分析し、初期の著作からこれらのイデオロギーの限界を指摘した。

## 生涯
- 1897	クールセル=スー=ジュアールの小学校教師の家庭で生まれる。
- 1916	第一次世界大戦で出征。18年までに18ヶ月前線に留まる。
- 1919	高等師範に入学。
- 1925	翌年までモスクワのフランス大使館に勤務。
- 1927	ジャン・ポーランの推薦でガリマールに入社。ガストン・ガリマールの秘書を務める。以後1961年まで編集委員を務め、退職後もガリマールに参加。
- 1928	アレクサンドル・ネヴィエロフ『タシケント』翻訳。
- 1929	ロシアにもどる。共産党に入党するが、1933年に退会。
- 1934	『人間の悲惨についての試論』出版。
- 1936	『フランスへの帰還』出版。
- 1939	エティエンヌ・ジルソンの指導のもと博士論文と副論文を提出。1942年、それぞれ『言語の機能と本性についての研究』と『プラトンのロゴスについて』として出版。
- 1945	初の小説作品『ジャン・マデックの死』を発表。
- 1953	『弁証法について』出版。
- 1960	自伝 "De fil en aiguille" 出版。
- 1962	ゴダール『男と女のいる歩道』に出演。初の戯曲作品 "Noir sur blanc" を発表。
- 1965	ロメール『パスカルについての対話』に出演
- 1969	『ことばの小形而上学』を発表。
- 1971	死去

## 主な著作
- 1934年 Essai sur la misère humaine, Paris, Grasset.
- 1936年 Retour à la France, Paris, Grasset.
- 1942年 Essai sur le Logos platonicien, Paris, Gallimard.
- 1942年 Recherches sur la nature et les fonctions du langage, Gallimard, 1942.（三島唯義訳『ことばの思想史』、大修館書店、1972年）
- 1947年 L’embarras de choix, Paris, Gallimard.
- 1953年 Sur la dialectique, Paris, Gallimard.
- 1960年 De fil en aiguille, Paris, Gallimard.
- 1962年 Noir sur blanc, Paris, Gallimard.
- 1964年 Joseph, Paris, Gallimard.
- 1964年 Petite métaphysique de la parole, Paris, Gallimard, 1969. （篠沢秀夫訳『ことばの小形而上学』、みすず書房、1973年）

## パランについての著作、論文
- BESSEYRE, Marianne (Dir.), Brice Parain, un homme de parole, Gallimard, 2005.
- BLANCHOT, Maurice, « Recherches sur le langage », Faux pas, Gallimard, 1943.
- CAMUS, Albert, « Sur une philosophie de l’expression », Poésie 44, 1944 (rééd. Œuvres complètes, tome I, 1931-1944, « Bibliothèque de la Pléiade », Gallimard, 2006).
- KLOSSOWSKI, Pierre, « Le langage, le silence et le communisme », Un si funeste désir, Gallimard, 1963.
- MESCHONNIC, Henri, « Pour connaître une parole écriture », La Nouvelle Revue française, avril 1970.
- SARTRE, Jean-Paul, « Aller et retour », Situation I, Gallimard, 1947.